# أوديت بافلوفا
فيكتوريا «أوديت» بافلوفا (بالروسية: Павлова, Одетт)‏ (الروسية:Одетте (Виктория) Павлова؛ من مواليد 25 أبريل 1994) عارضة أزياء روسية.

## روابط خارجية
- Odette Pavlova at Models.com.
- Odette Pavlova on إنستغرام.
- Odette Pavlova in VK (personal page)